# Antonio Bonet Silvestre
Antonio Bonet Silvestre (Caudiel, provincia de Castellón, España, 14 de agosto de 1908), es un exfutbolista español. Jugó de centrocampista.

## Trayectoria
Bonet debutó en Primera División el 25 de noviembre de 1930, en Chamartín ante el Club Esportiu Europa (3-1). Anteriormente de jugar en el Real Madrid, lo hizo en el Sporting Puerto de Sagunto (conocido como Sporting de Canet). Como entrenador dirigió al Hércules en la temporada 1950/51 en la que el equipo alicantino quedó en cuarta posición, empatado a puntos con el tercero, y no disputó la fase de ascenso debido a la diferencia de goles.

## Clubes

### Como jugador
| Club           | País   | Periodo   | Liga PJ (G) | Copa PJ (G) |
| -------------- | ------ | --------- | ----------- | ----------- |
| Real Madrid CF | España | 1930-1931 | 13 (0)      | 5 (1)       |
| Real Madrid CF | España | 1931-1932 | 3 (0)       | 0 (0)       |
| Real Madrid CF | España | 1932-1933 | 0 (0)       | 8 (0)       |
| Real Madrid CF | España | 1934-1935 | 21 (0)      | 2 (0)       |
| Real Madrid CF | España | 1935-1936 | 20 (0)      | 8 (0)       |
| Real Madrid CF | España | 1939-1940 | 1 (0)       | 9 (0)       |
| Granada CF     | España | 1940-1941 |             |             |
| Granada CF     | España | 1941-1942 | 23 (1)      |             |
| Granada CF     | España | 1942-1943 | 11 (0)      |             |

### Como entrenador
| Club             | País   | Año       |
| ---------------- | ------ | --------- |
| Granada CF       | España | 1940-1941 |
| Real Murcia CF   | España | 1943-1945 |
| Levante UD       | España | 1948-1949 |
| Real Córdoba     | España | 1949-1950 |
| Hércules CF      | España | 1950-1951 |
| A. D. Plus Ultra | España | 1951-1952 |
| Caudal Mieres    | España | 1956-1957 |
| CD Badajoz       | España | 1959-1960 |
| Cultural Leonesa | España | 1960-1961 |